# 정영주 (1970년)
정영주 (鄭英胄, 1970~ )는 대한민국의 서양화가이다.
1994년 홍익대학교 회화과를 졸업했고, 1997년 프랑스 에콜 데 보자르 회화과를 졸업했다.